# Пятнистая неясыть
Пятни́стая нея́сыть (лат. Strix occidentalis) — хищная птица семейства совиных, распространённая на западе Северной Америки.

## Описание
Длина тела пятнистой неясыти 43 см, размах крыльев — до 115 см, масса примерно 600 г. Серо-чёрная сова с белыми пятнами, тёмным лицевым диском; клюв жёлтый.
Ночной засадный хищник[уточнить], питается преимущественно грызунами, от мышей до американских кроликов, белками и земляными крысами. Летучие мыши и птицы (меньшие совы, сойки, дятлы и различные певчие птицы), а также земноводные, рептилии и насекомые в рационе занимают незначительное место.

## Размножение
Для гнездования пятнистая неясыть использует дупла деревьев, брошенные гнёзда соколообразных или расщелины в скалах. Гнездо может располагаться на высоте от 12 до 60 м. Яйца длиной 5 см, белого цвета с незначительными пятнами. Высиживает кладку самка, в то время как самец отвечает за поиск корма.

## Подвиды
Выделяют 4 подвида: S. o. occidentalis, S. o. caurina, S. o. lucida и S. o. juanaphillipsae.
Этот вид птиц был причиной значительных разногласий в конце 1980-х и начале 1990-х годов, так как в результате присвоения ему статуса «находящийся под угрозой вид» деревообрабатывающая промышленность не могла начать разработку миллиона гектаров старых лесов в штатах Вашингтон, Орегон и Калифорния.

## Галерея

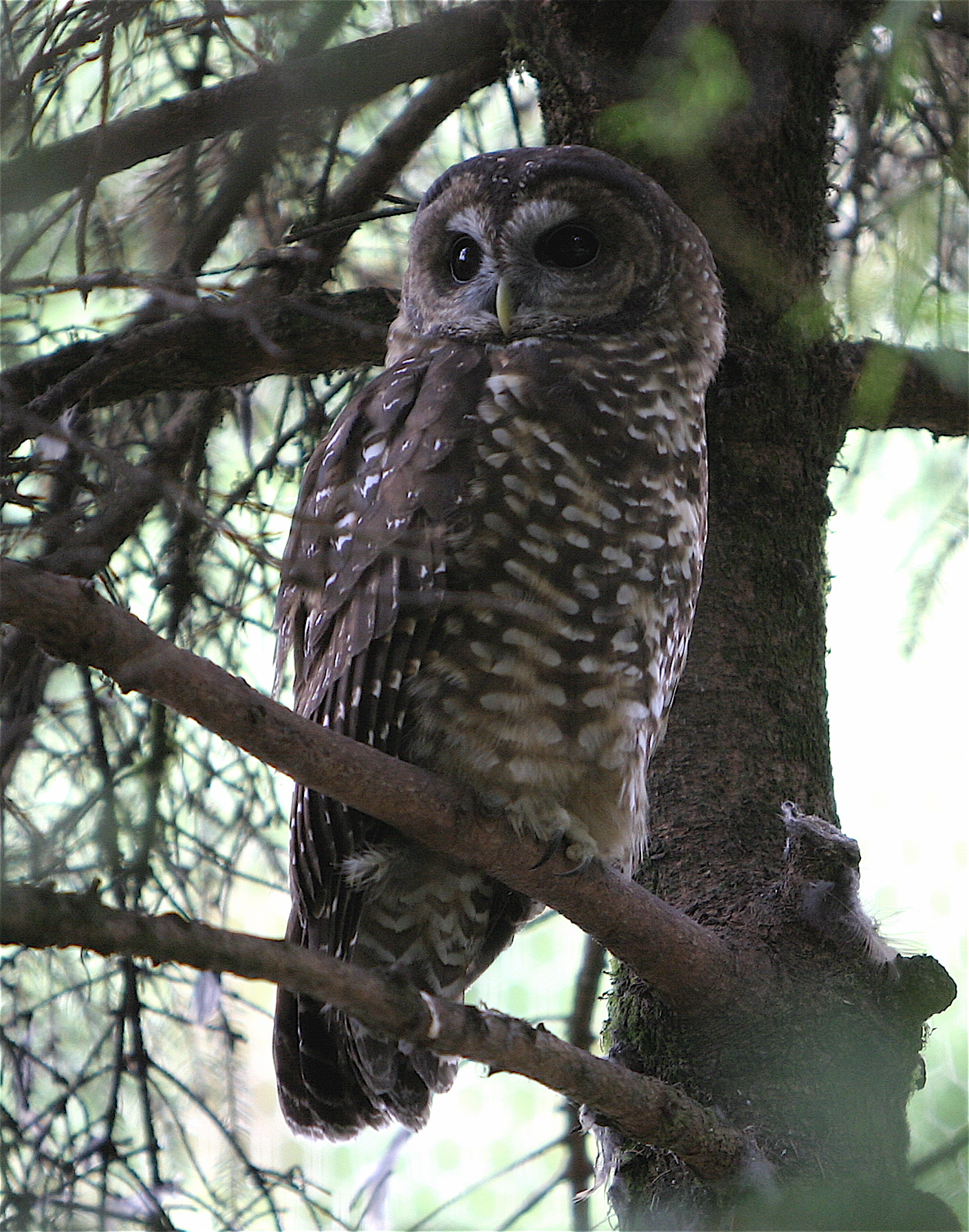
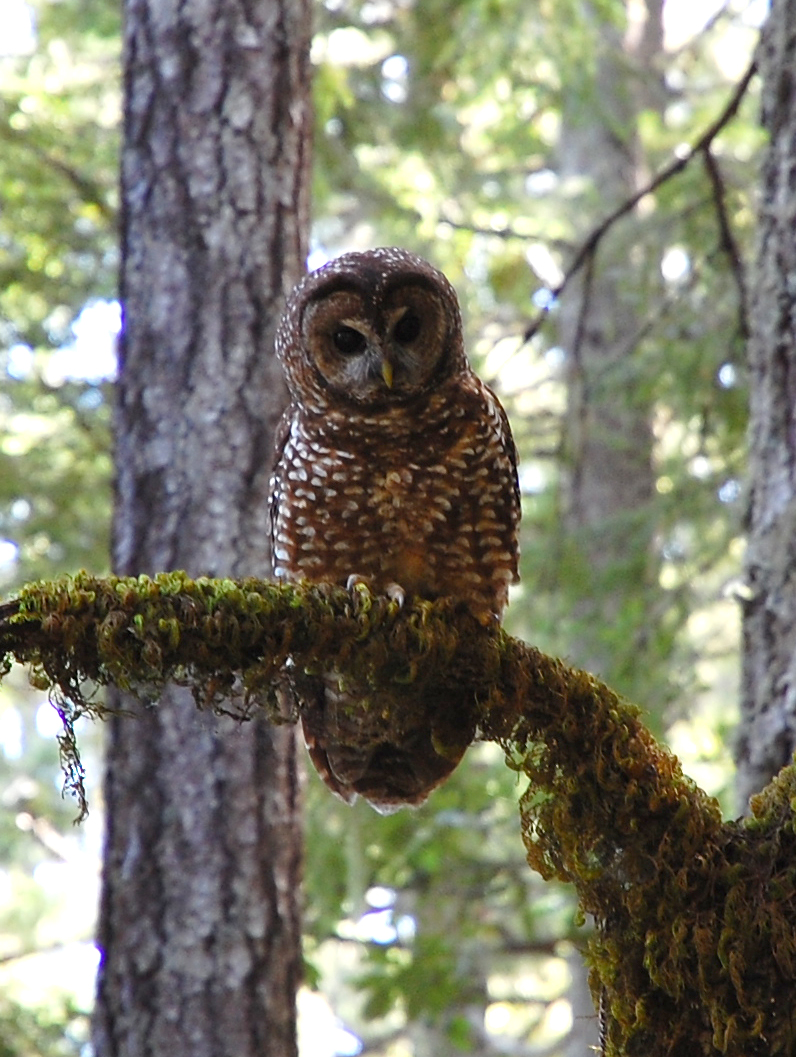
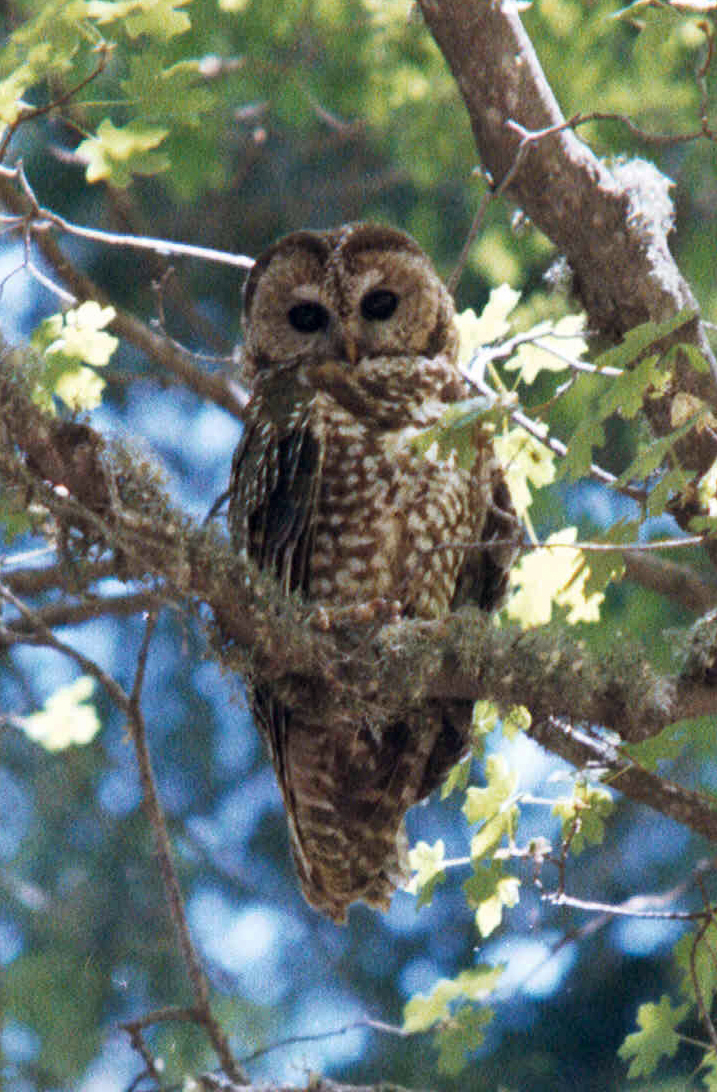